# Captain Munnerlyn
Captain Munnerlyn (Mobile, 10 aprile 1988) è un giocatore di football americano statunitense che gioca nel ruolo di cornerback per i Carolina Panthers della National Football League (NFL), dai quali fu scelto nel corso del settimo giro (216º assoluto) del Draft NFL 2009. Al college giocò a football alla South Carolina University.

## Carriera professionistica

### Carolina Panthers
Munnerlyn fu scelto dai Carolina Panthers nel settimo giro del Draft 2009. Nella pre-stagione si guadagnò il ruolo di punt returner titolare mentre fu il terzo cornerback nelle gerarchie della squadra. Nella sua prima stagione disputò 15 partite mentre i Panthers terminarono al terzo posto nella NFC South division con 8 vittorie e 8 sconfitte.
Nella sua seconda stagione, Munnerlyn fu promosso a cornerback destro titolare dopo che Richard Marshall non venne rifirmato. In quella stagione terminò con i primi tre intercetti in carriera. Nel 2011 disputò 14 partite, tutte come titolare, senza alcun intercetto ma con i primi due sack da professionista.
Il 18 novembre 2012, Munnerlyn ritornò un intercetto su Josh Freeman dei Tampa Bay Buccaneers in touchdown. La sua annata terminò con un nuovo primato personale di 61 tackle e 2 intercetti.
Il primo intercetto della stagione 2013, Munnerlyn lo fece registrare nella settimana 7 contro i St. Louis Rams, ritornandolo per 45 yard in touchdown. Una grande prestazione la disputò nella settimana 15 contro i New York Jets quando mise a segno 2 sack e un intercetto su Geno Smith che ritornò per 41 yard ancora in touchdown. La domenica seguente fece registrare un massimo stagionale di 8 tackle contro i New Orleans Saints e grazie alla vittoria i Panthers si assicurarono la partecipazione ai playoff per la prima volta dalla stagione 2008.

### Minnesota Vikings
Divenuto free agent, il 13 marzo 2014 firmò con i Minnesota Vikings un contratto triennale del valore di 14,25 milioni di dollari. Nell'ultimo turno della stagione 2015, Munnerlyn ritornò un fumble per 55 yard in touchdown nella gara in cui Minnesota vinse in trasferta a Green Bay, interrompendo il dominio dei Packers nella division e conquistando il primo titolo della NFC North dal 2009. Complessivamente coi Vikings mise a segno in 47 partite, 140 tackle, un sack, 4 intercetti, 3 fumble recuperati (di cui uno ritornato in touchdown) e 2 fumble forzati.

### Ritorno ai Panthers
Divenuto nuovamente free agent, il 10 marzo 2017 decise di tornare a giocare con i Carolina Panthers, con i quali firmò un contratto quadriennale del valore di 21 milioni di dollari.

## Statistiche
| Tackle totali     | 453 |
| Sack              | 6   |
| Intercetti        | 11  |
| Fumble forzati    | 6   |
| Fumble recuperati | 8   |
| Touchdown         | 6   |